# احمد رمزی
احمد رمزی (عربی: أحمد رمزي؛ ۲۳ مارس ۱۹۳۰ – ۲۸ سپتامبر ۲۰۱۲) هنرپیشه اهل مصر بود. او در فیلم‌های بسیاری در سه دهه ۱۹۵۰، ۱۹۶۰ و ۱۹۷۰ به ایفای نقش پرداخته است.